# Tamahaq
 (février 2023).
Si vous disposez d'ouvrages ou d'articles de référence ou si vous connaissez des sites web de qualité traitant du thème abordé ici, merci de compléter l'article en donnant les références utiles à sa vérifiabilité et en les liant à la section « Notes et références ».
Le tamahaq est une langue touareg dont elle forme à elle seule le groupe nord. Elle est parlée en Algérie, dans l'ouest de la Libye et dans le nord du Niger. 
Il comprend trois dialectes principaux :
- le tahaggart, parlé au Hoggar (sud de l'Algérie) par la confédération des Kel Ahaggar ;
- le tajjert, parlé par la confédération des Kel Ajjer ;
- le ghat, parlé dans les environs de Djanet (sud-est algérien) et de Ghat (Libye).